# Hypsiboas freicanecae
Hypsiboas freicanecae är en groddjursart som först beskrevs av Carnaval och Peixoto 2004.  Hypsiboas freicanecae ingår i släktet Hypsiboas och familjen lövgrodor. IUCN kategoriserar arten globalt som otillräckligt studerad. Inga underarter finns listade i Catalogue of Life.